# Évêché de Karonga
L’évêché de Karonga ou Dioecesis Karonganus, est un évêché catholique du Malawi créé le 21 juillet 2010 par détachement de celui de Mzuzu (en).

## Liste des évêques
- depuis le 21 juillet 2010 : Martin Anwel Mtumbuka